# Núcleo Arquitetônico Histórico de Manguinhos
O Núcleo Arquitetônico e Histórico de Manguinhos (NAHM) é um conjunto de edificações históricas do campus da Fundação Oswaldo Cruz (Fiocruz), localizado em Manguinhos, zona norte da cidade do Rio de Janeiro. O conjunto foi idealizado por Oswaldo Cruz e projetado pelo arquiteto português Luiz Moraes Júnior para abrigar as atividades do então Instituto Soroterápico Federal, que deu origem à Fiocruz.

## O conjunto
Fazem parte do Núcleo Arquitetônico e Histórico de Manguinhos:
- Pavilhão Mourisco,
- Pavilhão da Peste (atualmente conhecido como Pavilhão Relógio),
- Cavalariça,
- Pavilhão Figueiredo Vasconcellos (Quinino),
- Casa de Chá,
- Hospital Evandro Chagas (atual Instituto Nacional de Infectologia Evandro Chagas),
- Pombal,
- Casa Amarela.

Estes edifícios foram construídos para a substituição e modernização das edificações remanescentes da antiga Fazenda de Manguinhos e são exemplares importantes do patrimônio da saúde brasileira, pois preservam características que refletem o movimento higienista no Brasil.
Acompanhando a tendência da época, os edifícios utilizam a linguagem do ecletismo, mesmo estilo adotado para remodelar o cento da cidade do Rio de Janeiro após a abertura da Avenida Rio Branco, e representam o apogeu da nascente indústria de materiais e técnicas de arquitetura e engenharia. Essa estética, carregada de referências a outros estilos do passado (como a simetria e a ornamentação das fachadas), trazia em si uma proposta moderna ao adotar instalações contemporâneas e em desenvolvimento à época, como gás, água encanada, esgoto, elevadores, monta-cargas, iluminação etc. Além disto, do ponto de vista técnico, a arquitetura eclética também se aproveitou dos novos avanços da engenharia do século XIX, como estruturas de ferro forjado e cimento Portland.